# ピーター・ストラウス
ピーター・ストラウス（Peter Strauss、1947年2月20日-）は、アメリカ合衆国ニューヨーク州出身の俳優。

## 略歴
ユダヤ系。父親はドイツからの移民でワインを扱う貿易商であった。10代後半から俳優としてキャリアを積み、22歳で『マイケル・ダグラス/ヒーロー』で役を得た。本格的に活動するのは70年代以降で、なかでも1970年『ソルジャー・ブルー』、72年の『さらば外人部隊』が知られている。その後はTVドラマで広く知られ、1977年放送の『リッチマン・プアマン/青春の炎』を皮切りに代表作に恵まれる。
1980年代以降は、映画、テレビ双方で活躍。渋味のある二枚目としてコミカル、シリアス両面を起用に演じ分ける演技派としてファンを増やし、日本では1983年のSFファンタジー『スペース・ハンター』で冷徹な勇者を演じた。テレビでは1985年の大河ドラマ的作品『ケインとアベル』で主演し、エミー賞を受賞した。
1990年代も映画、テレビと活躍の場を両方にもとめ、1999年の『ヴァージン・ブレイド』では、主人公ジャンヌ・ダルクと当初、衝突しながらも後に臣従し彼女を支えた精悍な武将役で登場し、健在ぶりを見せた。2000年代も多くの作品に出演している。

## 主な出演作品

### 映画
| 公開年 | 邦題 原題                                                           | 役名                           | 備考       |
| ------ | ------------------------------------------------------------------- | ------------------------------ | ---------- |
| 1969   | マイケル・ダグラス/ヒーロー Hail, Hero!                             | フランク・ディクソン           |            |
| 1970   | ソルジャー・ブルー Soldier Blue                                     | ホーナス・ガント               |            |
| 1971   | さらば外人部隊 Il sergente Klems                                    | オットー                       |            |
| 1973   | 祖国なき男 The Man Without a Country                                | アーサー・ダンフォース         | テレビ映画 |
| 1977   | 忘れられたケネディ～長男ジョー～ Young Joe, the Forgotten Kennedy   | ジョセフ・ケネディ・ジュニア   | テレビ映画 |
| 1979   | ジェリコ・マイル/獄中のランナー The Jericho Mile                    | ラリー”レイン”・マーフィー     | テレビ映画 |
| 1980   | エンジェル・オン・マイ・ショルダー Angel on My Shoulder             | エディ                         | テレビ映画 |
| 1981   | 愛と殺意の海域 A Whale for the Killing                              | チャールズ・ランドン           | テレビ映画 |
| 1983   | スペース・ハンター Spacehunter: Adventures in the Forbidden Zone    | ウォルフ                       |            |
| 1985   | ワシントン爆破大作戦 Under Siege                                    | ジョン                         | テレビ映画 |
| 1987   | プラウドマン Proud Men                                              | チャーリー                     | テレビ映画 |
| 1989   | ピーター・ガン Peter Gunn                                           | ピーター・ガン                 | テレビ映画 |
| 1991   | F-16 Flight of Black Angel                                          | マシュー・ライアン大佐         | テレビ映画 |
| 1992   | クライム・カウントダウン Fugitive Among Us                          | マックス・コール               | テレビ映画 |
| 1994   | 子鹿物語 The Yearling                                               | ペニー                         | テレビ映画 |
| 1995   | ニック・オブ・タイム Nick of Time                                   | ブレンダン・グラント           |            |
| 1997   | ブラック・メール/脅迫 Keys to Tulsa                                 | チップ・カールソン             |            |
| 1999   | ヴァージン・ブレイド Joan of Arc                                    | La Hire                        | テレビ映画 |
| 2000   | カウボーイ・ダディ/父の選択 A Father's Choice                       | チャーリー・マクレイン         | テレビ映画 |
| 2001   | オリエント急行殺人事件～死の片道切符～ Murder on the Orient Express | サミュエル・ラチェット         | テレビ映画 |
| 2005   | トリプルX ネクスト・レベル xXx: State of the Union                  | ジェームズ・サンフォード大統領 |            |
| 2007   | ライセンス・トゥ・ウェディング License to Wed                       | ミスター・ジョーンズ           |            |
| 2018   | オペレーション・フィナーレ Operation Finale                         | ローター・ハーマン             |            |

### テレビシリーズ
| 放映年    | 邦題 原題                                                  | 役名                                  | 備考                              |
| --------- | ---------------------------------------------------------- | ------------------------------------- | --------------------------------- |
| 1976-1977 | リッチマン・プアマン/青春の炎 Rich Man, Poor Man - Book II | Rudy Jordache                         | 21エピソード                      |
| 1981      | 炎の砦マサダ Masada                                        | Eleazar ben Yair                      | ミニシリーズ                      |
| 1985      | 夜はやさしく Tender Is the Night                           | ディック                              | ミニシリーズ                      |
| 1985      | ケインとアベル Kane & Abel                                 | アベル                                | ミニシリーズ                      |
| 1989      | CIA/薔薇の復讐 Brotherhood of the Rose                     | ロムルス                              | ミニシリーズ                      |
| 1996-1997 | Moloney                                                    | ニコラス・モロニー刑事                | 21エピソード                      |
| 2001      | ストレンジ・ストーリー Strange Frequency                   | ベン・スタントン                      | 第3話 "Don't Stop Believing"      |
| 2004      | ロー&オーダー Law & Order                                  | ポール・セダース博士                  | シーズン15 第4話 "死のダイビング" |
| 2006      | バイカーマイス Biker Mice from Mars                        | Stoker / Night Shift / High Commander | 5エピソード                       |
| 2007      | ダーティ・セクシー・マネー Dirty Sexy Money                | ダッチ・ジョージ                      | シーズン1 第9話 "時計"            |
| 2010      | 救命医ハンク セレブ診療ファイル Royal Pains                | グラハム・バーンズ                    | シーズン2 第7話 "甘い生活"        |
| 2010      | LAW & ORDER:性犯罪特捜班 Law & Order: Special Victims Unit | ケヴィン・バートン                    | シーズン12 第1話 "偏愛"           |